# Filippo Di Mulo
Filippo Di Mulo (Catania, 6 gennaio 1960) è un ex velocista e allenatore di atletica leggera italiano, attuale responsabile del settore velocità della Nazionale di atletica leggera dell'Italia.

## Biografia
Nasce il 6 gennaio 1960 a Catania. È stato uno dei migliori velocisti della Sicilia per record battuti e gare vinte negli anni '70-'90. Giovanissimo, i primi successi da atleta velocista risalgono alla vittoria ai Giochi Studenteschi nel 1976 sui 100 metri, spronato dalla prof.ssa Pina Marino Russo. Contemporaneamente, c'è anche il calcio, seconda grande passione sportiva, ma decide di dedicarsi interamente alla velocità. I suoi primi tempi manuali sono rispettivamente di 7"2 nei 60 m, 10"9 nei 100 m e 22"2 nei 200 m, risultati tutti del 1977: furono per la categoria Allievi record regionali sia i 100 che i 200 metri. 
Successivamente, accoglie il suggerimento di Mario Lombardo, Maestro dello Sport, indirizzandolo verso le prove di velocità più lunghe come i 400 metri. Si ricorda uno dei primi tentativi quando vinse una gara estiva con il tempo di 52"8. 
In due occasioni è convocato nella Nazionale « B » di atletica leggera: la prima volta a Caorle partecipa in una riunione contro la Germania Federale, nella staffetta 4x400 (il 15 luglio 1984); la seconda volta va a Celje, coinvolto in una sfida contro la vecchia Jugoslavia e Cipro (il 16 luglio 1985), giungendo al 3º posto nei 400 m con il tempo di 47"77. 
Una delle sue migliori prestazioni è realizzata probabilmente ai LXXV Campionati italiani Assoluti di Roma (1985): infatti, con il tempo di 47"67, nuovo record elettrico regionale fra le società sportive siciliane, si aggiudica il 2º posto nella quinta batteria (finirà 6º in finale con 47"77, il giorno dopo). Di Mulo cancellò di fatto il vecchio record di Sicilia sui 400 m di 47"70 (47"5 tempo manuale), dopo 25 anni, appartenente al corregionale palermitano Giuseppe Bommarito, realizzato ai Giochi Olimpici di Roma il 3 settembre 1960 (all'epoca finito 5º nei quarti di finale).
Di Mulo ha continuato a gareggiare fino al 1992.

## Carriera post-competitiva
Diplomato Isef nel 1982, è laureato in Scienze Motorie presso la Facoltà di Medicina e Chirurgia dell'Università di Tor Vergata, dal 1989 è allenatore. 
Dagli anni Novanta crea una Scuola di velocisti a Catania. Nel 1991 riesce a portare in nazionale Stefano Biondo e subito dopo Adalmatteo Licari, giovani promesse dell'atletica siciliana di breve durata. Più costante è l'impegno di un altro siciliano, Francesco Scuderi. Fin dalla prima convocazione nel 1995, per la prima volta nella Nazionale juniores, il velocista lavora sodo. I risultati non si fanno attendere: ai Mondiali juniores di Sydney 1996 Scuderi giunge al 3º posto nel podio dei 100 metri con il tempo di 10"41. 
Accanto a Scuderi, è affiancata la catanese Anita Pistone (ottobre del 1996), seconda velocista italiana dopo Manuela Levorato per circa un triennio. Nel '98 Scuderi conquista il primo titolo italiano nei 60 metri indoor per gli Assoluti indoor di Genova in 6"63, quarto crono di tutti i tempi. Più tardi, nello stesso anno, sui 100 metri vincerà in 10"34 (categoria Promesse) davanti a Stefano Tilli, trova ancora un posto in Nazionale per gli Europei di Budapest '98 al posto di Carlo Boccarini, meteora da 10"08. La Pistone prende un bronzo nella 4x100 (Europei di Turku '97), altre tre atlete arrivano in una finale, Domenico Rao dopo la qualificazione agli Europei under 23 di Turku 1997 giunge al 7º posto nella finale 4x400 m. 
Il 1999 è l'anno dell'allievo Alessandro Cavallaro: agli Europei juniores di Riga riesce nell'impresa di abbassare due volte il record italiano juniores dei 200 metri, che apparteneva a Pietro Mennea dal 1971 (28 anni): passa dai 20"88 ai 20"74, poi primo in finale con 20"46. Cavallaro è 3º in finale anche con la staffetta 4x100, assieme al catanese Pantaleo Spina, altro velocista nazionale della scuola Di Mulo. Agli inizi del terzo millennio, il suo team poteva vantare anche un altro record italiano nella staffetta 4x100 juniores con un gruzzolo di primati regionali juniores e assoluti nel settore della velocità. 
Alle Olimpiadi di Sydney 2000 partecipano sia Cavallaro (200 m, 8º tempo in batteria con 20"58) che Scuderi (100 m), poi tutti e due arrivano al 7º posto in finale nella 4x100 (38"67). Nello stesso anno Scuderi ottiene agli Assoluti di Milano un primato personale di 10"19 sui 100 m al 1º posto, la quarta prestazione italiana all-time (dopo Mennea, Boccarini, Tilli) e terza di sempre per gli Under 24. 
È tecnico federale FIDAL nel quadriennio 2001-2004 e poi 2005 per il solo settore femminile, ma nel 2009 è stato richiamato dal presidente federale Franco Arese, nuovamente alla guida del settore velocità (con estensione anche al settore ostacoli). Nel ruolo di capo-settore rimane fino al 2012. Durante il quadriennio, con la staffetta 4x100 uomini, raggiunge due finali mondiali (6º posto a Berlino 2009 e 5º posto a Daegu 2011) e la qualificazione con le staffette 4x100 uomini e la 4x400 donne per le Olimpiadi di Londra 2012. Nel 2013 esce dai quadri federali e si dedica essenzialmente ai propri atleti che ha sempre continuato ad allenare. 
Nel 2017 rientra in Federazione, richiamato dal Presidente Alfio Giomi, per ricoprire l'incarico di responsabile del settore velocità 100-200-400 m e le 3 staffette, sia per il settore giovanile che per il settore assoluto. Durante quest'ultimo periodo il settore velocità italiano è cresciuto notevolmente con risultati importanti sia a livello individuale che di squadra. Agli Europei indoor di Torino 2009 gli atleti vincono quattro medaglie: due ori nella 4x400 con Claudio Licciardello e Rao con 3'06"68, un argento nei 400 m dello stesso Licciardello in 46"32, un bronzo sui 60 m di Emanuele Di Gregorio (6"56), oltre al 6º posto in finale di Anita Pistone (7"33) sempre sui 60.
I progressi del settore velocità con Di Mulo sono dimostrabili attraverso le ultime importanti manifestazioni internazionali come le 9 medaglie raggiunte ai Giochi del Mediterraneo 2018, il record italiano della 4x400 indoor donne in occasione dei Mondiali di Birmingham 2018, la medaglia di bronzo della 4x400 donne agli Europei indoor di Glasgow 2019, la qualificazione per i Mondiali di Atletica Leggera di Doha 2019 di tutte le 5 staffette (4x100 uomini e donne, 4x400 uomini e donne e 4x400 mista), ottenuta grazie agli ottimi risultati conseguiti, in occasione dei Campionati Mondiali di Staffette di Yokohama, nel maggio del 2019.
Tra i migliori risultati raccolti dal settore velocità da lui diretto si ricordano:    
- la prima storica medaglia d'oro di una staffetta italiana alle Olimpiadi di Tokyo 2020 con la 4x100 uomini con il nuovo record italiano in 37"50 e 5° prestazione mondiale di sempre, formazione Lorenzo Patta, Marcell Jacobs, Fostine Desalu, Filippo Tortu
- la medaglia d'argento ai campionati mondiali di Budapest 2023 con 37"62 (seconda prestazione italiana di sempre), formazione: Roberto Rigali, Marcell Jacobs, Lorenzo Patta, Filippo Tortu
- la medaglia d'argento ai Campionati Europei di Barcellona 2010 con la staffetta 4×100 (Roberto Donati, Simone Collio, Emanuele Di Gregorio e Maurizio Checcucci)[23] col tempo di 38"17, all'epoca nuovo record italiano, surclassando il vecchio primato risalente a circa 27 anni[24]Un 2º posto preso nonostante in 4ª frazione corse il trentaseienne Checcucci, al posto del più quotato Fabio Cerutti, polemicamente escluso dalla formazione per aver saltato alcuni raduni[25].
- la medaglia di bonzo con la staffetta 4x100 femminile agli europei di Monaco 2022 con 42"84 con la formazione Zaynab Dosso, Dalia Kaddari. Anna Bongiorni, Alessia Pavese;

Nel 2019, ai Mondiali assoluti di Doha, le 5 staffette hanno raggiunto ottimi risultati:
- 4x400 uomini: qualificazione 3'01"60, finale 6º posto in 3'02"78;
- 4x100 donne: qualificazione 42"90 (nuovo record italiano, battuto dopo 11 anni, precedente record 43"04), finale 7º posto in 42"98;
- 4x400 donne: 9º posto, 3'27"32;
- 4x100 uomini: 38"11 (nuovo record italiano, battuto dopo 9 anni, precedente record 38"17);
- 4x400 mista: 9º posto, 3'16"52.

Malgrado la pandemia, nel 2021 le gare dei Mondiali di Staffette di Chorzow hanno confermato la condizione agonistica d'eccellenza del settore velocità italiano, sotto la neopresidenza di Stefano Mei, sempre diretto dal maestro Di Mulo: cosicché tutte e cinque le staffette hanno nuovamente raggiunto l'obiettivo di qualificazione sia per le successive Olimpiadi di Tokyo 2021 che per i Mondiali di Eugene 2022, a pari merito con le squadre dei Paesi Bassi e degli Stati Uniti
Alle Olimpiadi di Tokyo guida 4 staffette al nuovo record italiano (4x100 donne 42"84; 4x400 uomini 2:58"81 7º Posto in finale; 4x400 mista 3"15"51 9º posto; 4x100 uomini 37"50 e storica medaglia d'oro con la 5ª prestazione mondiale di sempre) 
Filippo Di Mulo, dopo aver insegnato Scienze motorie presso il Liceo scientifico-linguistico "Leonardo" di Giarre, attualmente è docente della stessa materia presso il Liceo delle scienze umane "Regina Elena" di Acireale. È inoltre docente a contratto presso il Dipartimento di Scienze Biomediche dell'Università di Catania, corso di Scienze Motorie (sport individuali), docente a contratto di “Track and Field Teaching Theory and Practice” presso Undergraduate Education Program In Physical and Sport Science  Faculty - FNU -Unict Agreement. 

## Palmarès
| Anno | Manifestazione          | Sede       | Atleti          | Evento            | Risultato | Prestazione | Categoria | Note                          |
| ---- | ----------------------- | ---------- | --------------- | ----------------- | --------- | ----------- | --------- | ----------------------------- |
| 1996 | Mondiali Juniores       | Sydney     | F. Scuderi      | 100 m piani       | Bronzo    | 10"43       | Juniores  |                               |
| 1999 | Europei Juniores        | Riga       | A. Cavallaro    | 200 m piani       | Oro       | 20"46       | Juniores  | Record nazionale              |
| 1999 | Europei Juniores        | Riga       | A. Cavallaro    | Staffetta 4×100 m | Bronzo    | 39"78       | Juniores  |                               |
| 1999 | Europei Juniores        | Riga       | P. Spina        | Staffetta 4×100 m | Bronzo    | 39"78       | Juniores  |                               |
| 2001 | Giochi del Mediterraneo | Tunisi     | A. Cavallaro    | Staffetta 4×100 m | Oro       | 39"14       | Assoluti  |                               |
| 2001 | Giochi del Mediterraneo | Tunisi     | F. Scuderi      | Staffetta 4×100 m | Oro       | 39"14       | Assoluti  |                               |
| 2001 | Giochi del Mediterraneo | Tunisi     | A. Pistone      | Staffetta 4×100 m | Argento   | 44"89       | Assoluti  |                               |
| 2005 | Europei Under 23        | Erfurt     | R. La Mastra    | Staffetta 4x100 m | Bronzo    | 39"41       | Promesse  |                               |
| 2009 | Europei Indoor          | Torino     | C. Licciardello | 400 m piani       | Argento   | 46"32       | Assoluti  |                               |
| 2009 | Europei Indoor          | Torino     | C. Licciardello | Staffetta 4×400 m | Oro       | 3'06"68     | Assoluti  |                               |
| 2009 | Europei Indoor          | Torino     | D. Rao          | Staffetta 4×400 m | Oro       | 3'06"68     | Assoluti  |                               |
| 2009 | Europei Indoor          | Torino     | E. Di Gregorio  | 60 m piani        | Bronzo    | 6"56        | Assoluti  | Miglior prestazione personale |
| 2009 | Giochi del Mediterraneo | Pescara    | E. Di Gregorio  | 100 m piani       | Argento   | 10"21       | Assoluti  | Miglior prestazione personale |
| 2009 | Giochi del Mediterraneo | Pescara    | E. Di Gregorio  | Staffetta 4×100 m | Oro       | 38"82       | Assoluti  |                               |
| 2009 | Giochi del Mediterraneo | Pescara    | A. Pistone      | Staffetta 4×100 m | Argento   | 43"86       | Assoluti  |                               |
| 2010 | Europei                 | Barcellona | E. Di Gregorio  | Staffetta 4×100 m | Argento   | 38"17       | Assoluti  | Record nazionale              |
| 2013 | Gymnasiadi              | Brasilia   | G. Leonardi     | 400 m piani       | Bronzo    | 47"46       | Juniores  | Miglior prestazione personale |
| 2013 | Gymnasiadi              | Brasilia   | G. Leonardi     | Staffetta svedese | Oro       | 1'53"10     | Juniores  |                               |
| 2018 | Giochi del Mediterraneo | Tarragona  | G. Leonardi     | Staffetta 4×400 m | Oro       | 3'03"54     | Promesse  |                               |

## Campionati nazionali
20 titoli Seniores
Francesco Scuderi
- 5 volte campione nazionale assoluto dei 100 m piani (1998, 2000, 2001, 2002, 2003)
- 4 volte campione nazionale assoluto dei 60 m piani indoor (1998, 2001, 2002, 2006)

Alessandro Cavallaro
- 2 volte campione nazionale assoluto dei 200 m piani (2000, 2003)

Anita Pistone
- 3 volta campionessa nazionale assoluta dei 100 m piani (2007, 2008, 2009)
- 1 volta campionessa nazionale assoluta dei 200 m piani (2007)
- 1 volta campionessa nazionale assoluta dei 60 m piani indoor (2009)

Claudio Licciardello
- 2 volte campione nazionale assoluto dei 400 m piani indoor (2008, 2009)

Delmas Obou
- 2 volte campione nazionale assoluto dei 100 m piani (2013, 2014)

7 titoli Promesse
- fra i quali (oltre al già citato  Bronzo per Francesco Scuderi ai Mondiali Juniores Sidney '96):
- Bronzo per Anita Pistone agli Europei Under 23 del 1997 ( Turku), 4×100 m - 44"73
- Argento per Rosario La Mastra ai Giochi delle isole del 2001 ( Palma di Maiorca), 100 m - 11"10
- Bronzo per Rosario La Mastra ai Giochi delle isole del 2001 ( Palma di Maiorca), 4×100 m - 45"21
- Bronzo per Rosario La Mastra agli Europei Under 23 del 2005 ( Erfurt), 4×100 m - 39"41
- Oro per Delmas Obou agli Europei Under 23 del 2011 ( Ostrava), 4×100 m - 39"05

## Onorificenze
Palma d'oro al Merito Tecnico, Roma 20 dicembre 2021, Comitato Olimpico Nazionale (C. O. N. I.)

## Premi e riconoscimenti
- 2021 - Allenatore Benemerito FIDAL[27]
- 1997-'98 - Quercia al Merito Atletico di 1º grado FIDAL[28]

Pubblicazioni
È autore del libro Mezzi e metodi di allenamento per lo sprinter di elevato livello, pubblicato dal Centro Studi della Fidal nel 2009 e di numerosi articoli pubblicati su diverse riviste specialistiche.